# ОШ „Младен Стојановић” Љубија
ОШ „Младен Стојановић” једна је од основних школа у Приједору. Налази се у улици Драге Лукића бб, у Љубији. Име је добила по Младену Стојановићу, лекару, хуманисти и револуционару, учеснику Народноослободилачке борбе, једном од организатора устанка на Козари 1941. и народном хероју Југославије.

## Историјат
Основна школа „Младен Стојановић” је основана 1949. године, оснивач је био рудник гвожђа „Љубија”, јер се у саставу истог објекта налазила и школа ученика у привреди. Првобитно је била саграђена на два спрата, али због сталног повећавања броја ученика 1970. године је дограђен трећи спрат и сала за физичко васпитање.
До 1994. године су постојале две основне школе у Љубији, ОШ „Младен Стојановић” у Горњој Љубији и ОШ „Хасан Кикић” у Доњој Љубији, када су спојене у једну основну школу под именом ОШ „Младен Стојановић” Љубија са седиштем у Горњој Љубији. Похађају је ученици из целе Љубије и околних села Љескаре, Шурковац, Миска Глава и Горња Равска, у којима постоје подручна одељења у којима похађају наставу од првог до петог разреда.
Објекат основне школе „Младен Стојановић” се користи за извођење наставе и слободних активности за ученике од првог до деветог разреда. Централна школа има седамнаест учионица, салу за физичко васпитање, библиотеку, радионицу за школског мајстора и кухињу са трпезаријом.

## Догађаји
Догађаји основне школе „Младен Стојановић”:
- Светосавска академија
- Вече културног стваралаштва
- Међународни дан толеранције